# اکسلیکسیس
اکسلیکسیس (انگلیسی: Exelixis)  شرکت داروسازی آمریکایی است، که در سال ۱۹۹۴ تأسیس شد.